# 뉴기니집박쥐
뉴기니집박쥐(Pipistrellus angulatus)는 애기박쥐과에 속하는 박쥐의 일종이다. 파푸아뉴기니와 솔로몬 제도에서 발견된다.

## 특징
작은 박쥐로 몸길이는 33.4~48mm, 전완장은 31.1~37.4mm이다. 꼬리 길이는 27~41mm, 발 길이는 5.3~10mm이다. 귀 길이는 9.8~15.5mm, 몸무게는 최대 4.3g이다.

## 생태
동굴과 건물, 대나무 숲 안에 은신한다. 암컷과 새끼를 포함하여 최대 200마리까지 무리를 지어 생활한다. 먹이는 날아다디는 곤충이다.

## 분포 및 서식지
뉴기니섬과 인근 섬 비스마르크 제도, 솔로몬 제도에 널리 분포한다. 일차림과 이차림에서 서식한다.

## 아종
2종의 아종이 알려져 있다.
- P. a. angulatus (Peters, 1880) - 뉴기니섬, 뉴브리튼섬, 듀크 오브 요크 섬, 미오코섬
- P. a. ponceleti (Troughton, 1936) - 부건빌섬, 과달카날섬, 넨도섬, 뉴조지아섬, 이자벨섬